# چشم‌سفیدهای گینه‌ای
چشم‌سفیدهای گینه‌ای (نام علمی: Speirops) نام یک سرده از تیره چشم‌سفید است.